# Stevie Young
Stephen Crawford "Stevie" Young (født 11. december 1956) er en skotsk musiker, som er rytmeguitarist i det australske rockband AC/DC. Han erstattede sin onkel Malcolm Young som rytmeguitarist i September 2014 og overtog derved Malcolms Marshall forstærkere samt de fleste guitarer som han bruger i dag.